# Aglaé de Polignac
Aglaé Louise Françoise Gabrielle de Polignac, née le 7 mai 1768 et morte le 30 mars 1803 est une aristocrate française.

## Biographie

### Origines

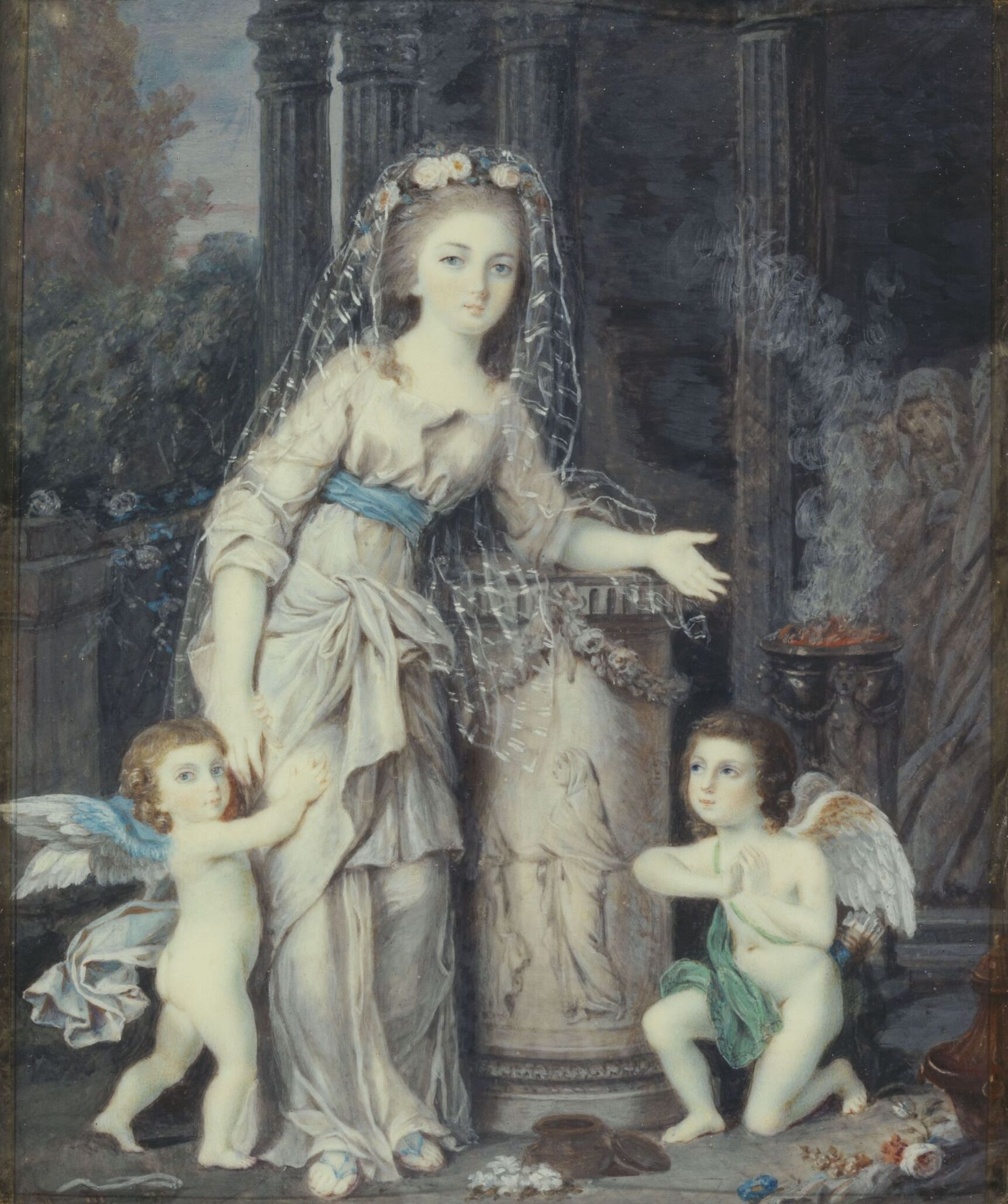
Aglaé de Polignac et ses frères Jules et Melchior, miniature sur ivoire, vers 1783 (musée Cognacq-Jay)

Aglaé de Polignac est l'aînée des enfants et la seule fille de la duchesse Gabrielle de Polignac (1749-1793) favorite de Marie-Antoinette, et de Jules de Polignac, 1er duc de Polignac (1746-1817). Elle naît au château de Versailles.
Ses grands-parents paternels sont  Louis Marquis Melchior de Polignac Heracle (31 janvier 1717 - 1792) et Diane Marie Adélaïde Zéphirine Mazzarini-Mancini (3 février 1726 - 27 juin 1755). 
Ses grands-parents maternels sont Jean-François Gabriel, comte de Polastron et Jeanne Charlotte Hérault, fille de René Hérault, seigneur de Fontaine-l'Abbé et de Vaucresson (23 avril 1691 - 2 août 1740) et de  Marguerite Durey de Vieuxcourt (1700-1729).
Aglaé a trois frères : 
- Armand de Polignac (11 janvier 1771 - 1er mars 1847),
- Jules de Polignac (14 mai 1780 - 30 mars 1847)
- Melchior de Polignac (27 décembre 1781 - 2 février 1855).

### Vie de cour
Pendant l'été 1775, les Polignac sont invités  à la Cour royale par sa belle-sœur, Louise de Polastron[Quoi ?].
La future duchesse est présentée avec son époux, lors d'une réception officielle,au roi Louis XVI et à la reine Marie-Antoinette. C'est le début de la faveur des Polignac auprès du couple royal.
Surnommée familièrement « Guichette » par sa famille, la jeune Aglaé vit à Versailles dans l'intimité de la famille royale. La Reine convie son amie et sa fille à participer aux représentations théâtrales données au théâtre de la Reine, au Petit Trianon.
Sa beauté la fait admirer à la cour, mais la faveur dont jouit sa famille attise les jalousies. 
Au château de Versailles, le 11 juillet 1780, à l'âge de douze ans, Aglaé épouse le duc de Guiche. En septembre 1780, son père est fait duc de Polignac.
Dès le mois de juillet 1789, la famille part en émigration. Ils séjournent successivement en Suisse, dans la péninsule italienne, et à Vienne, en Autriche où meurt sa mère, le 5 décembre 1793, un mois après la reine Marie-Antoinette.

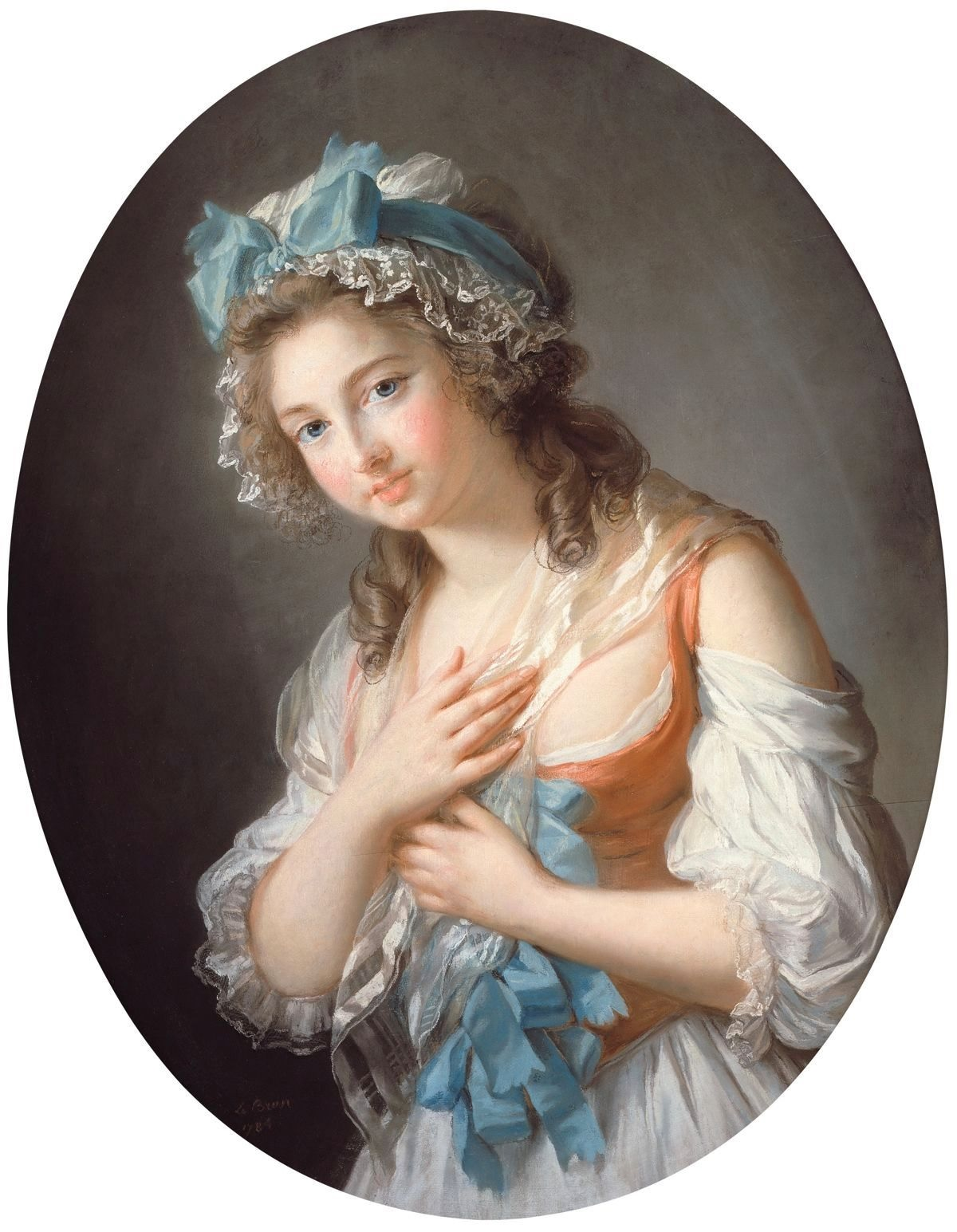
Aglaé de Polignac, pastel, 1784, par Élisabeth Vigée Le Brun

Elle se sépare de son époux, suivant son père en Russie, puis ses frères en Grande-Bretagne, à la suite du comte d'Artois, pendant que son époux reste à la cour de Louis XVIII.
Sous le consulat, le comte d'Artois la charge de plusieurs missions officieuses en France.
Elisabeth Vigée Le Brun portraitura plusieurs fois Gabrielle de Polignac et Aglaé de Polignac.
Un pastel de 1784 et une l'huile sur toile de 1794 représentant Aglaé firent partie de la rétrospective Vigée Le Brun, au Grand Palais en 2015.
En 1794, selon Les Mémoires de Mme Vigée Lebrun, la célèbre portraitiste peint la duchesse de Guiche coiffée d'un turban bleu, dans un portrait en demi-longueur. Elle écrit, « j'ai rencontré la duchesse de Guiche, dont la belle figure n'avait pas changé le moins du monde ».
Le 30 mars 1803, Aglaé de Polignac meurt accidentellement dans un incendie de maison à Édimbourg (Écosse).
De son mariage avec Antoine VIII de Gramont, devenu en 1801 le 8e duc de Gramont, elle laisse trois enfants, deux filles et un fils.
En 1825, son corps sera transféré dans la crypte de l'église de Bidache, sépulture de la Maison de Gramont.

## Dans la littérature
Aglaé de Polignac, sous le nom de Madame de Gramont, fait une courte apparition dans le roman Les Adieux à la reine de Chantal Thomas publié en 2002.
Elle a inspiré le personnage de Charlotte de Polignac dans le manga La Rose de Versailles, mais leurs histoires sont différentes : Charlotte, comme Aglaé, est fiancée au duc de Guiche, mais elle préfère se suicider pour échapper à ce mariage qui la révulse.
Elle est également un personnage secondaire, amie et confidente du personnage principal Roselys d'Angemont, dans les romans Les Roses de Trianon. Elle apparaît aussi à partir du tome 16 de la saga « Elisabeth Princesse à Versailles » du même auteur, Annie Jay